# Cold Lake (Alberta)
Cold Lake és una ciutat de la província d'Alberta, Canadà, situada vora el llac Cold, del que rep el nom.

## Geografia
La ciutat està situada al districte "Lakeland" d'Alberta, 300 kilòmetres al nord-est d'Edmonton, vora la frontera entre Alberta i Saskatchewan. La zona que envolta la ciutat està escassament poblada, i es compon majoritàriament de terres de cultiu. El Cold Lake Air Weapons Range, situat al nord de la ciutat, és l'equivalent canadenc al Nellis Air Force Range de la Força Aèria dels Estats Units.

## Història
Cold Lake es va registrar per primera vegada en un mapa de 1790, amb el nom de Coldwater Lake. Originalment eren tres comunitats; Cold Lake es va formar mitjançant la fusió de la ciutat de Grand Centre, el poble de Cold Lake, i Medley (Base de les Forces Aèries Canadenques 4) l'1 d'octubre de 1996. Grand Centre fou reanomenada Cold Lake South, i l'original Cold Lake és coneguda com a Cold Lake North. A causa dels seus orígens, la zona és coneguda com la Tri-Town.

## Demografia
La població de la ciutat de Cold Lake segons el cens municipal d'Alberta de 2014 és de 15.736 habitants, un canvi del 93,0% del resultat del cens municipal de 2012 amb una població de 14.400.
Segons el cens del Canada del 2011, la ciutat de Cold Lake tenia 13.839 vivien en 5.150 del total de 5.626 d'habitatges; això suposa un canvi del 15,4% de la població de 2006 que era d'11.991. Amb una superfície de 59,3 km², tenia una densitat de població de 233,4 h/km² en 2011.
En 2006 Cold Lake tenia 11.991 vivint en 4.834 cases, un increment del 4,1% des de 2001. La ciutat tenia una superfície de 59,30 km² i una densitat de població de 202,2 h/km².
Un 8,7% dels residents s'identifiquen com a aborígens en el cens de 2006.
Quan a la llengua materna, gairebé el 89% dels residents manifesten que és l'anglès i més del 7% el francès. Gairebé l'1% parla alemany, el 0,5% xinès, 0,4% parlen neerlandès i ucraïnès, i 0,3% parlen cree i àrab.
Un 82% de residents s'identifiquen com a cristians en el cens de 2001, mentre que més del 17% indiquen que no tenen afiliació religiosa. Per denominacions específiques Statistics Canada trobà que el 40% de residents s'identifiquen com a catòlics romans, el 14% s'identifiquen amb l'Església Unida del Canadà, 5,5% s'identificava amb l'anglicanisme, 3% com a baptistes, 2,5% com a luterans, i 2% com a pentecostalistes.

## Economia
L'economia de la ciutat està indissolublement lligada a la despesa militar a CFB Cold Lake. La regió també viu de l'exploració i producció de petroli i gas. El projecte Athabasca Oil Sands a Fort McMurray està tenint una influència cada vegada més gran a la regió. Els Cold Lake oil sands poden esdevenir un important contribuent a l'economia local.
Cada any Cold Lake acull forces militars de tot el món per a l'exercici maple flag, un exercisi d'entrenament on els pilots i personal de suport dels aliats de l'OTAN poden fer ús de l'Air Weapons Range i l'espai aeri rural relativament obert. Dura de 4 a 6 setmanes i a partir de maig de cada any, els allotjaments comercials en tota la regió es queden gairebé sense vacants. Aquest exercici anual contribueix amb una quantitat substancial de capital en indústries i altres negocis relacionats amb l'hostaleria.